# Ulica Jana Kasprowicza w Warszawie
Ulica Jana Kasprowicza – ulica na warszawskich Bielanach, jedna z głównych ulic tej dzielnicy.

## Opis
Nazwę ulicy nadano w 1928.
Ulica zaczyna się przy tzw. Serku Bielańskim przy skrzyżowaniu z ulicami Marymoncką i Stefana Żeromskiego przy stacji metra Słodowiec i biegnie na północny zachód do skrzyżowania z ulicą Zgrupowania „AK Kampinos” w pobliżu węzła komunikacyjnego Młociny i Huty ArcelorMittal.
Wzdłuż większości długości ulicy biegnie droga rowerowa. Pod ulicą biegnie linia M1 warszawskiego metra, położone są przy niej cztery stacje: Słodowiec, Stare Bielany, Wawrzyszew i Młociny.

## Ważniejsze obiekty
- Stacja metra Słodowiec
- Stacja metra Stare Bielany
- Las Lindego
- Stacja metra Wawrzyszew
- Bazar Wolumen
- Stacja metra Młociny
- ArcelorMittal Warszawa

## Gminna Ewidencja Zabytków m.st. Warszawy
Na ulicy Jana Kasprowicza zlokalizowane są budynki zaklasyfikowane jako zabytki, włączenie tych budynków do ewidencji miało miejsce 24 lipca 2012 roku.
| ID obiektu | Adres                                 | Typ obiektu | Nazwa historyczna obiektu                              |
| ---------- | ------------------------------------- | ----------- | ------------------------------------------------------ |
| BIE03740   | J. Kasprowicza 101                    | dom         | Osiedle "Zdobycz Robotnicza"                           |
| BIE03741   | J. Kasprowicza 103                    | dom         | Osiedle "Zdobycz Robotnicza"                           |
| BIE03852   | J. Kasprowicza 105                    | dom         | Osiedle Bielany I (Blok VI)                            |
| BIE34535   | J. Kasprowicza 132                    | schron      | Pomieszczenie dla Stanowiska Dowodzenia Obroną Cywilną |
| BIE03110   | J. Kasprowicza 27                     | dom         |                                                        |
| BIE03645   | J. Kasprowicza 29                     | dom         |                                                        |
| BIE03778   | J. Kasprowicza 30                     | dom         | Osiedle Bielany I (proj. Miastoprojekt)                |
| BIE03646   | J. Kasprowicza 31                     | dom         |                                                        |
| BIE03779   | J. Kasprowicza 32                     | dom         | Osiedle Bielany I (proj. Miastoprojekt)                |
| BIE03113   | J. Kasprowicza 33                     | dom         |                                                        |
| BIE03676   | J. Kasprowicza 33A                    | dom         |                                                        |
| BIE03780   | J. Kasprowicza 34                     | dom         | Osiedle Bielany I (proj. Miastoprojekt)                |
| BIE03115   | J. Kasprowicza 35                     | dom         |                                                        |
| BIE03781   | J. Kasprowicza 36                     | dom         | Osiedle Bielany I (proj. Miastoprojekt)                |
| BIE03677   | J. Kasprowicza 37                     | dom         |                                                        |
| BIE03782   | J. Kasprowicza 38                     | dom         | Osiedle Bielany I (proj. Miastoprojekt)                |
| BIE03117   | J. Kasprowicza 39                     | dom         |                                                        |
| BIE03783   | J. Kasprowicza 40                     | dom         | Osiedle Bielany I (proj. Miastoprojekt)                |
| BIE03678   | J. Kasprowicza 41                     | dom         |                                                        |
| BIE03784   | J. Kasprowicza 42/44                  | dom         | Osiedle Bielany I (proj. Miastoprojekt)                |
| BIE03785   | J. Kasprowicza 46                     | dom         | Osiedle Bielany I (proj. Miastoprojekt)                |
| BIE03786   | J. Kasprowicza 48 al. Zjednoczenia 36 | dom         | Osiedle Bielany I (proj. Miastoprojekt)                |
| BIE03787   | J. Kasprowicza 50                     | dom         | Osiedle Bielany I (proj. Miastoprojekt)                |
| BIE03788   | J. Kasprowicza 52                     | dom         | Osiedle Bielany I (proj. Miastoprojekt)                |
| BIE03789   | J. Kasprowicza 54                     | dom         | Osiedle Bielany I (proj. Miastoprojekt)                |
| BIE03119   | J. Kasprowicza 55                     | dom         |                                                        |
| BIE03790   | J. Kasprowicza 56                     | dom         | Osiedle Bielany I (proj. Miastoprojekt)                |
| BIE03120   | J. Kasprowicza 57                     | dom         | Osiedle "Zdobycz Robotnicza"                           |
| BIE03791   | J. Kasprowicza 58                     | dom         | Osiedle Bielany I (proj. Miastoprojekt)                |
| BIE03121   | J. Kasprowicza 59                     | dom         |                                                        |
| BIE03792   | J. Kasprowicza 60                     | dom         | Osiedle Bielany I (proj. Miastoprojekt)                |
| BIE03122   | J. Kasprowicza 61                     | dom         | Osiedle "Zdobycz Robotnicza"                           |
| BIE03793   | J. Kasprowicza 62                     | dom         | Osiedle Bielany I (proj. Miastoprojekt)                |
| BIE03123   | J. Kasprowicza 63                     | dom         | Osiedle "Zdobycz Robotnicza"                           |
| BIE03794   | J. Kasprowicza 64                     | dom         | Osiedle Bielany I (proj. Miastoprojekt)                |
| BIE03628   | J. Kasprowicza 65                     | dom         | Osiedle "Zdobycz Robotnicza"                           |
| BIE03795   | J. Kasprowicza 66                     | dom         | Osiedle Bielany I (proj. Miastoprojekt)                |
| BIE03629   | J. Kasprowicza 67                     | dom         | Osiedle "Zdobycz Robotnicza"                           |
| BIE03630   | J. Kasprowicza 69                     | dom         | Osiedle "Zdobycz Robotnicza"                           |
| BIE03631   | J. Kasprowicza 71                     | dom         | Osiedle "Zdobycz Robotnicza"                           |
| BIE03632   | J. Kasprowicza 73                     | dom         | Osiedle "Zdobycz Robotnicza"                           |
| BIE03633   | J. Kasprowicza 75                     | dom         | Osiedle "Zdobycz Robotnicza"                           |
| BIE03634   | J. Kasprowicza 77                     | dom         | Osiedle "Zdobycz Robotnicza"                           |
| BIE03635   | J. Kasprowicza 79                     | dom         | Osiedle "Zdobycz Robotnicza"                           |
| BIE03851   | J. Kasprowicza 81/85                  | dom         | Osiedle Bielany I (Blok VI)                            |
| BIE03124   | J. Kasprowicza 87                     | dom         | Osiedle "Zdobycz Robotnicza"                           |
| BIE03734   | J. Kasprowicza 89                     | dom         | Osiedle "Zdobycz Robotnicza"                           |
| BIE03735   | J. Kasprowicza 91                     | dom         | Osiedle "Zdobycz Robotnicza"                           |
| BIE03736   | J. Kasprowicza 93                     | dom         | Osiedle "Zdobycz Robotnicza"                           |
| BIE03737   | J. Kasprowicza 95                     | dom         | Osiedle "Zdobycz Robotnicza"                           |
| BIE03738   | J. Kasprowicza 97                     | dom         | Osiedle "Zdobycz Robotnicza"                           |
| BIE03739   | J. Kasprowicza 99                     | dom         | Osiedle "Zdobycz Robotnicza"                           |